# Eino Purje
Eino Purje   (Kymi, 21 de febrer de 1900 - Tervo, 2 de setembre de 1984) va ser un atleta finlandès, especialista en curses de mig fons, que va competir durant les dècades de 1920 i 1930.
El 1928 va prendre part en els Jocs Olímpics d'Amsterdam, on va disputar dues proves del programa d'atletisme. Va guanyar la medalla de bronze en la prova dels 1.500 metres i abandonà en final dels 5.000 metres. Quatre anys més tard, als Jocs de Los Angeles, abandonà en final dels 1.500 metres.

## Millors marques
- 800 metres. 1' 55.2" (1927)
- 1.500 metres. 3' 53.1" (1928)
- 5.000 metres. 14' 39.3" (1928)[1][2]